# Aneilema silvaticum
Aneilema silvaticum là một loài thực vật]] thuộc họ Commelinaceae. Loài này có ở Cameroon, Cộng hòa Dân chủ Congo, và Nigeria. Môi trường sống tự nhiên của chúng là rừng ẩm vùng đất thấp nhiệt đới hoặc cận nhiệt đới. Chúng hiện đang bị đe dọa vì mất môi trường sống.